# Aurelian Gulan

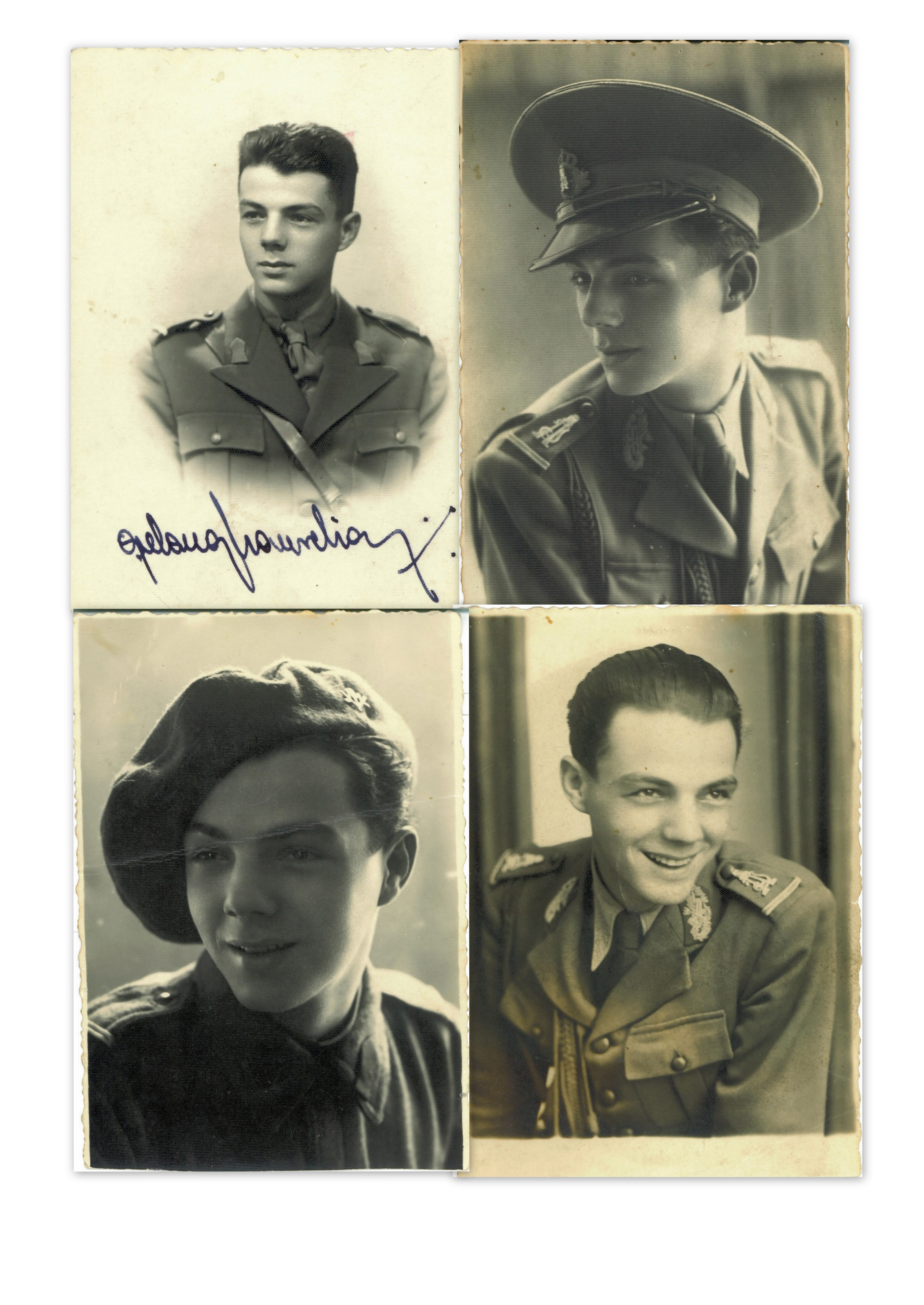
Poze de la absolvirea fiecarui an de scoala de ofiţeri la Cernăuţi 1938-1942

Aurelian Gulan (n. 10 mai 1922, Oltenița – d. 28 iulie 2002, București) a fost un ofițer al Armatei Regale Române, care a luptat în cel de-al Doilea Război Mondial, pe Frontul de Est împotriva Uniunii Sovietice și care ulterior a suferit 18 ani în închisori comuniste din URSS și din România. Principalele repere biografice au făcut obiectul unei cărți de memorii ce a cunoscut două ediții, una în 1995 la Editura Petrion sub titlul Mărturii din Iadul Roșu - de la Vorkuta la Gherla, referită ca atare în numeroase bibliografii și alta în 2010 (ediție nouă, definitivă) la Editura Criterion Publishing sub titlul Victime și Călăi, Amintiri din Gulag, disponibilă și ca e-book online. Pentru notabilitate, a se vedea infra, secțiunea Note.
A fost șeful pe țară al promoției de ofițeri activi 1942 - Dezrobirea, absolvent în 1940 al Liceului Militar Ștefan cel Mare din Cernăuți, iar în 1942 al Școlii Militare de Ofițeri de Infanterie tot de la Cernăuți. În această calitate a depus jurământul promoției pe 10 mai 1942, în ziua când împlinea 20 de ani, în fața Regelui Mihai I, a Mareșalului Ion Antonescu și a feldmaresalului Wilhelm Keitel. În discursul său a lansat un îndemn la eliberarea pământului național rostind cuvintele: promoțiile dinaintea noastră au sfărâmat zările cu sângele lor, scriind o pagină memorabilă a istoriei noastre, urmat de imperativul istoric al momentului: Dar munții au rămas nesfărâmați, Maiestate! moment în care promoția de ofițeri atunci a strigat: Vrem Ardealul, vrem România Mare!. Aceste cuvinte aveau să constituie mai târziu baza acuzațiilor de uneltire împotriva orânduirii sovietice.

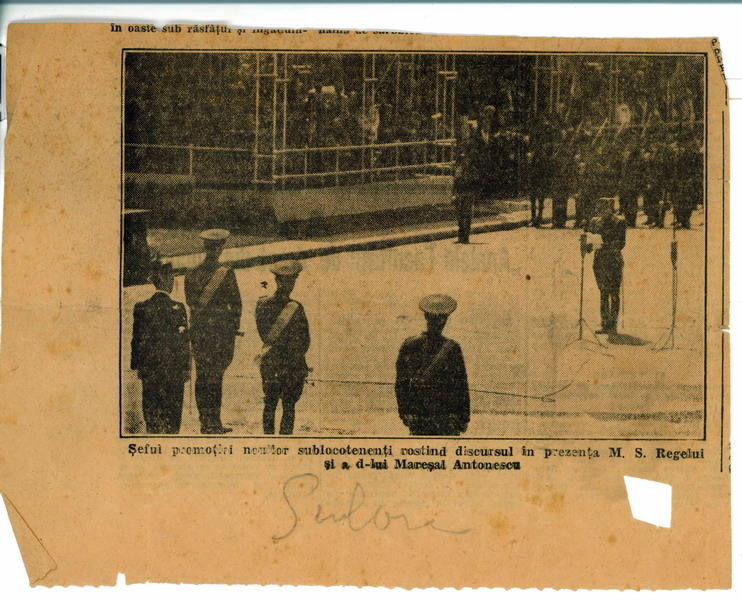

A fost înălțat la grad de sublocotenent prin decret al Conducătorului Statului publicat în Monitorul Oficial al României nr. 108 din 10 mai 1942 (foto) și a primit cu acel prilej o sabie specială pe care era gravat cu litere de aur: slt. Aurelian Gulan, șef al promoției de ofițeri 1942 - Dezrobirea, sabie care ulterior i-a fost confiscată de Securitate din casa părintească de la Oltenița și s-a pierdut fără urmă.

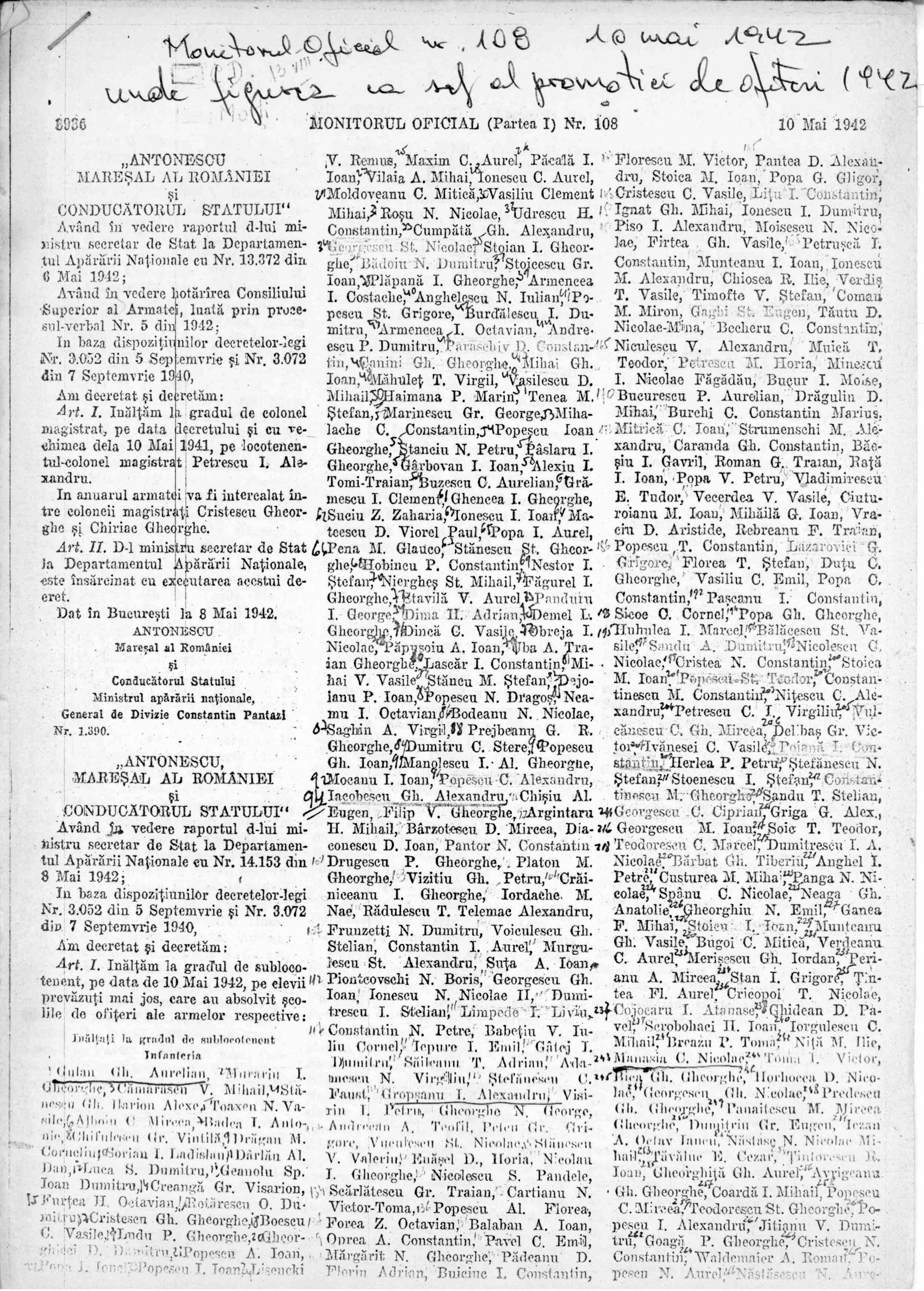

A fost repartizat la Batalionul de Gardă al Conducătorului Statului, ca aghiotant personal al mareșalului Ion Antonescu, însă ca militar activ s-a simțit obligat să participe la lupte și a insistat—facand 8 rapoarte—să fie trimis pe front. A participat în perioada februarie 1943 - mai 1944 la războiul din Est împotriva URSS, făcând parte din Batalionul IV-VM - Divizia 1 Vânători de Munte. A luat parte la bătălii memorabile în Caucaz, Capul de pod Kuban, Crimeea și Sevastopol. A căzut prizonier la 12 mai 1944 împreună cu un ultim grup de ofițeri români și germani în luptele duse la fortăreața Hersoneț din Sevastopol, la 3 zile după ce Sevastopolul fusese reocupat de armata sovietică (9 mai 1944). A fost arestat de NKVD și depus în celula morții din închisoarea Simferopol.
După nenumărate anchete timp de 4 ani, în ciuda unor promisiuni de eliberare imediată, grade în Armată, cu posibilitatea de a se număra printre întemeietorii viitoarei „armate populare”, a respins orice formă de colaborare cu NKVD – viitorul KGB – refuzând orice fel de implicare în implementarea comunismului în România. În lagărele de prizonieri din URSS a devenit un militant activ împotriva participării prizonierilor de război români în formarea diviziilor de voluntari Tudor Vladimirescu și Horia Cloșca și Crișan. Conform propriilor realatări în cartea de memorii, a fost extras din lagărul de prizonieri și a îndurat 117 zile de carceră, și trei întemnițări sub anchetă în închisoarea din Gorki. Ultima întemnițare din martie 1948 a constituit și ultima respingere a oricărui mod de colaborare cu KGB. Pus în fața a două dosare – unul de colaborare cu KGB, celălalt de criminal de război –, nu a semnat nici unul, iar după 43 de zile de greva foamei, 70 de hrăniri artificiale, i s-a întocmit dosar de „element ultranaționalist, dușman al poporului și al comunismului” și a fost condamnat printr-un simulacru de proces, în luna mai 1948 în Uniunea Sovietică, la 25 de ani temniță grea pentru ațâțare la război împotriva Uniunii Sovietice prin discursul său de șef al promoției de ofițeri activi Dezrobirea din 10 mai 1942.
Au urmat ani grei de detenție în Gulag-ul sovietic, în lagărele din Greaznovăț, Mănăstârka, Oranki, Gorki, Vorkuta – la Nord de Cercul Polar, Azbest și Degtearka în Siberia, fiind repatriat, ca prizonier de război, după moartea lui Stalin și venirea la putere a lui Hrușciov, pe 15 decembrie 1955, după 11 ani și jumătate de prizonierat, însă cu un dosar voluminos de „ultranaționalist, militant anticomunist”.
Revenit în țară la București își găsește conaționalii copleșiți de teroarea comunistă și renunță să își mai relateze martirajul din Gulagul Sovietic. Se înscrie la Facultatea de Litere din București, se căsătorește cu Ana Gulan, încercând să își întemeieze o familie și se angajează ca traducător tehnic pentru limbile germană, rusă, franceză și engleză la Institutul Tehnologic pentru Constructii de Masini (ITCM).
După revoluția din Ungaria și înaintea retragerii trupelor sovietice din România prin negocierile purtate de Gheorghe Gheorghiu Dej, pe 13 februarie 1958 a fost din nou arestat, ca unul din cei 50 000 de potențiali dușmani ai poporului și ordinii sociale. După treisprezece zile de greva foamei și un an și jumătate de anchete instrumentate de organele securității române care l-au torturat în celulele Ministerului de Interne de pe strada Uranus (clădire și cartier din București demolat in anii 80 pentru a face loc constructiei Casei Poporului), este disjuns dintr-un lot de patruzeci foști prizonieri de război români, și e condamnat la opt ani temniță grea pentru fapte imaginare pentru care n-a fost nici arestat, nici anchetat.
Ispășește o pedeapsă de opt ani muncă silnică conform art. 209 din Codul penal pentru crime împotriva orânduirii sociale în lagărele de reeducare din Deltă și Insula Mare a Brăilei, la Salcia, Grădina, Stoenești, Giurgeni și în cele din urmă la Gherla.
Este amnistiat cu 1 iulie 1964, însă este eliberat de la închisoarea Gherla abia pe 15 august 1964. Își reia căsnicia de numai șase luni după aproape șapte ani de privațiuni în lagăre, și își dedică viața exclusiv familiei și informării sale până în decembrie 1986, când se pensionează din funcția de traducător tehnic la Institutul de Cercetare și Proiectare Tehnologică pentru Construcții Mașini - ICTCM Bucuresti.

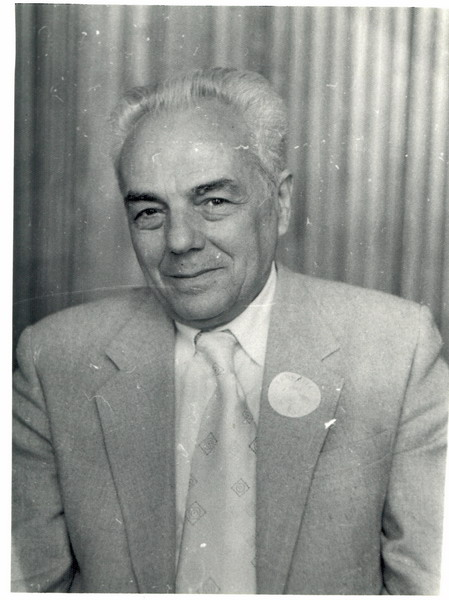
Foto gulan027 crop 06 resize

Devine membru al Kameradschaft WAS (Workuta-Azbest-Stalingrad) din Germania și al Asociației Foștilor Deținuți Politici din România, precum și al Asociației Naționale a Veteranilor de Război, ca veteran de război decorat. Devine și membru al Uniunii Mondiale a Românilor Liberi și al Alianței Civice.
În 1992 solicită o copie după procesele verbale de hrănire artificială în lagărele din Uniunea Sovietică însă la 19 noiembrie 1993 primește răspuns că a fost reabilitat ca urmare a unei Legi a Federației Ruse din 18.10.1991 ca jertfă a represiunilor politice staliniste (foto).
Între 1986-1988 scrie pe ascuns cartea-document Pașaport pentru lumea cealaltă, pe care încearcă să o publice în Germania și Canada, cu sprijin din partea fostilor camarazi prizonieri germani pe frontul de Est. În cele din urmă, cartea apare în 1995 la editura Petrion sub o formă prescurtată, în limita a 220 de pagini, sub titlul Mărturii din Iadul Roșu. De la Vorkuta la Gherla.
Considerând utilă reeditarea cărții-document, într-o prezentare mai extinsă, mai apropiată de manuscrisul inițial, autorul își rescrie integral cartea în manuscris datat 15 august 2001 pe 489 de pagini de caiet dictando și o reintitulează. Cartea apare la Editura Criterion Publishing în 2010 sub titlul VICTIME ȘI CĂLĂI - Amintiri din Gulag fiind tototdată distribuită gratuit și pe internet (copyleft Catalin Dacian Gulan, fiul autorului).